# Johann Christian Wernsdorf
 (janvier 2016).
Le contenu est difficilement compréhensible vu les erreurs de traduction, qui sont peut-être dues à l'utilisation d'un logiciel de traduction automatique.
Pour les articles homonymes, voir Wernsdorf.
Johann Christian Wernsdorf, né le 6 novembre 1723 à Wittemberg et mort le 25 août 1793 à Helmstedt, est un écrivain allemand, poète et rhéteur.

## Biographie
Fils de Gottlieb Wernsdorf l'aîné et sa femme Katharina Magaretha (née Nitsch), il a perdu son père à un jeune âge. Par conséquent, pour lui était sa mère, le personnel soignant, le premier, puis plus tard favorisé son développement à travers professeur privé lorsque vous visitez l'école latine de Wittenberg et à lui le collège électoral en 1735 après Schulpforte envoyé.
Il y fut particulièrement encouragé par Friedrich Gotthilf Freitag, et y acquit des connaissances concernant les écrivains grecs et romains. Mais il était surtout attiré par l'allemand et la prose latine, et écrivit ses premiers vers latins. Le 4 octobre 1741, il inscrivit à l'Université de Wittenberg, où il après l'acquisition de philosophique Magistergrad le 30 avril 1744 à l'année suivante, le 17 octobre 1745 Magister Legens acquis l'autorisation d'enseigner.
Il a occupé pendant cette période des conférences de la faculté de philosophie et le 9 juillet 1750 en tant que complément ajouté à la Faculté de Philosophie. Pendant ce temps, il a entrepris comme de coutume un voyage éducatif et retourné le 4 octobre, 1791 Retour dans son bureau en tant que commis. A l'instigation de Johann Gottlob Carpzovs il était de Charles Ier de Brunswick-Wolfenbüttel à l'automne 1752 et l'Université de Helmstedt nommé, où il est resté comme un professeur de rhétorique et de poésie jusqu'à sa mort.
Arrivé à Helmstedt lui a offert aucun environnement favorable. Depuis la fondation de l'Université de Göttingen une grande perte pour les étudiants était parti main dans la main, les conférences étaient à Altertumswissenschaften malade, grec a été entendu que dans le cadre de la théologie et les classes de latin étaient encore fréquentés comme langue savante.
Pendant ce temps, il a marché à travers ses écrits littéraires en apparence, qui ont trouvé beaucoup de prestige. Comme il avait pendant des années accompagné les conférences Helmstedter sont de lui de nombreux poèmes, des discours et dissertations avant. Son œuvre majeure est une question de Poetae Latini minores. Le travail a été créé en sept volumes. Les cinq premiers volumes publiés Werndorf lui-même (Altenburg, 1780 au 1788, Helmstedt 1791), sixième groupe a été après sa mort par son fils édité (Helmstedt, 1799). Le septième volume resté inédit.
Son fils était encore après sa mort le sixième volume de la septième resté inédit. En 1779, il est devenu un membre de la commission scolaire avait ducal et la supervision ainsi le séminaire philologique-éducatif et Pädagogium. Pour son travail, il a reçu en 1780 le bureau de de Brunswick-Lunebourg Hofrat transféré. Il avait une fille Louise, mariée à Karl Ludwig Nitzsch, et un fils Christian Gottlieb Wernsdorf.